# Billaea menezesi
Billaea menezesi är en tvåvingeart som beskrevs av Guimaraes 1977. Billaea menezesi ingår i släktet Billaea och familjen parasitflugor. Inga underarter finns listade i Catalogue of Life.